# Leonard Dubacki
Leonard Dubacki (ur. 3 stycznia 1928 w Chodczu, zm. 25 grudnia 2018 w Warszawie) – polski archiwista oraz historyk ruchu robotniczego.

## Życiorys
W latach 1950–1953 studiował na Uniwersytecie Warszawskim, ukończył wówczas tzw. studia I stopnia. W 1957 wznowił studia eksternistycznie i w 1962 obronił pracę magisterską napisaną pod kierunkiem Henryka Jabłońskiego. Pracował w Zakładzie Historii Partii przy KC PZPR. Po rozwiązaniu Zakładu Historii Partii pracował w Centralnym Archiwum KC PZPR. Autor publikacji dotyczących historii polskiego ruchu robotniczego publikowanych na łamach takich pism jak: Z Pola Walki, Archiwa Polskiej Zjednoczonej Partii Robotniczej, Nowe Drogi. Autor haseł w Słowniku biograficznym działaczy polskiego ruchu robotniczego i Polskim Słowniku Biograficznym. Po 1990 związany z Przeglądem Socjalistycznym.
Został pochowany na cmentarzu komunalnym Północnym w Warszawie.

## Publikacje
- Polacy o Leninie: wspomnienia, oprac. Leonard Dubacki, Zbigniew Iwańczuk, Jan Sobczak, Warszawa: „Książka i Wiedza”, 1970.
- Towarzysz Józef: wspomnienia o Feliksie Dzierżyńskim, wybór, oprac. tekstów, przypisów i not biograficznych Henryk Cimek i Leonard Dubacki, Warszawa: „Książka i Wiedza” 1977.
- Tramwajarze warszawscy wczoraj i dziś, pod red. Bogdana Gadomskiego, wstęp i biografie napisał B. Gadomski, wspomnienia i listę strat oprac. Leonard Dubacki, Warszawa: Państwowe Wydawnictwo Naukowe, 1982.

- Księga Polaków uczestników rewolucji październikowej 1917-1920: biografie, oprac. Lidia Kalestyńska, Aleksander Kochański, Wiesława Toporowicz, przy współudziale Leonarda Dubackiego i Heleny Kozłowskiej, Warszawa: „Książka i Wiedza”, 1967.

- Józef Kuć. W: Polski Słownik Biograficzny. T. 16. 1971, s. 96-97.